# Kontraadmiral
Kontraadmiral je pomorski čin; kopenski ekvivalent je generalmajor.

## Primerjava admiralskih stopenj
Slovenska vojska  :

| Vojaški čini   |          |                    |
| Nižji: Kapitan | Admirali | Višji: Viceadmiral |

Avstro-Ogrska vojna mornarica  (k.u.k. Kriegsmarine): Konteradmiral 

| Vojaški čini   |          |                    |
| Nižji: Kapitan | Admirali | Višji: Viceadmiral |